# Хімічний завод в Ярравіллі (Wischer)
Хімічний завод в Ярравіллі (Wischer) — колишній виробничий майданчик у Мельбурні, що належав компанії Wischer and Co. Proprietary Ltd.
В 1895-му Wischer and Co. заснувала в індустріальній зоні Ярравіль хімічний завод, який продукував різноманітні кислоти — сульфатну, нітратну та соляну (в ті часи їх зазвичай отримували реакцією сульфатної кислоти з нітратом натрію та хлоридом натрія відповідно), сульфітну, оцтову, а також різноманітні хімікалії, зокрема, сульфати натрію, заліза та цинку.
В 1898-му завод почав випуск фосфорного добрива — суперфосфату, який отримували шляхом обробки фосфоритів сульфатною кислотою. Є відомості, що фосфорити спершу з доправляли островів Абролхос (втім, за іншими даними, видобуток на них припинились вже у 1896-му), після чого перейшли на сировину з островів Науру та Оушен (не пізніше 1904-го Wischer and Co. мала на останньому власні фосфоритові розробки). Для прийому сировини та вивозу продукції завод використовував власний причал.
В 1907-му Wischer and Co. стала учасником картелю Victorian Fertiliser Association, до якого також увійшли ярравілльський сперфосфатний завод групи Mt Lyell (виникла на Тасманії як гірничодобувна, після чого розширила діяльність на інші галузі та регіони), Cuming Smith (так само мала суперфосфатний майданчик у Ярравілі) та Federal Fertilizers (дочірня структура виробника вибухівки Australian Explosives and Chemicals, що так само діяв в районі Мельбурну на майданчику в Діїр-Парк). Створений колишніми конкурентами картель займався встановленням фіксованої ціни на добрива.
У 1929-му учасники картелю об'єднались в межах компанії Commonwealth Fertilisers, після чого в межах оптимізації виробничих потужностей майданчик Wischer and Co. закрили.